# Imigrante
Imigrante is een gemeente in de Braziliaanse deelstaat Rio Grande do Sul. De gemeente telt 3.125 inwoners (schatting 2009).

## Aangrenzende gemeenten
De gemeente grenst aan Boa Vista do Sul, Colinas, Coronel Pilar, Roca Sales, Teutônia en Westfália.

## Verkeer en vervoer
De plaats ligt aan de weg BR-453.